# Ligne Imazatosuji
La ligne Imazatosuji (今里筋線, Imazatosuji-sen) est une ligne du métro d'Osaka au Japon. Elle relie la station d'Itakano à celle d'Imazato. Sur les cartes, sa couleur est orange, et elle est identifiée avec la lettre I.

## Histoire
La ligne a été inaugurée 24 décembre 2006 entre Itakano et Imazato. C'est la ligne la plus récente du métro d'Osaka.
Depuis le 1er avril 2018, la ligne n'est plus exploitée par le Bureau municipal des transports d'Osaka mais par la compagnie privée Osaka Metro.

## Caractéristiques

### Ligne
- Écartement : 1 435 mm
- Alimentation : 1 500 V par caténaire
- Vitesse maximale : 70 km/h
- Train a moteur linéaire

### Tracé
Longue de 11,9 km, la ligne traverse la partie orientale d'Osaka du nord au sud en passant par les arrondissements de Higashiyodogawa, Asahi, Jōtō, et Higashinari.
|  |

### Liste des stations
La ligne comporte 11 stations, identifiées de I11 à I21.
| Numéro | Station             | Nom japonais | Distance (km) | Correspondances                           | Arrondissement  |
| ------ | ------------------- | ------------ | ------------- | ----------------------------------------- | --------------- |
| I11    | Itakano             | 井高野       | 0             |                                           | Higashiyodogawa |
| I12    | Zuiko 4-chome       | 瑞光四丁目   | 1,3           |                                           | Higashiyodogawa |
| I13    | Daido-Toyosato      | だいどう豊里 | 2,2           |                                           | Higashiyodogawa |
| I14    | Taishibashi-Imaichi | 太子橋今市   | 3,2           | Métro d'Osaka : Tanimachi                 | Asahi           |
| I15    | Shimizu             | 清水         | 4,1           |                                           | Asahi           |
| I16    | Shimmori-Furuichi   | 新森古市     | 5,3           |                                           | Asahi           |
| I17    | Sekime-Seiiku       | 関目成育     | 6,6           | Keihan : Keihan (à Sekime)                | Jōtō            |
| I18    | Gamo 4-chome        | 蒲生四丁目   | 7,7           | Métro d'Osaka : Nagahori Tsurumi-ryokuchi | Jōtō            |
| I19    | Shigino             | 鴫野         | 9,0           | JR West : Katamachi, Osaka Higashi        | Jōtō            |
| I20    | Midoribashi         | 緑橋         | 10,1          | Métro d'Osaka : Chūō                      | Higashinari     |
| I21    | Imazato             | 今里         | 11,8          | Métro d'Osaka : Sennichimae               | Higashinari     |

## Matériel roulant
La ligne Imazatosuji utilise 17 rames de métro de 4 voitures de série 80 depuis 2006. Ces rames ont la particularité d'être propulsées par des moteurs électriques linéaires comme sur la ligne Nagahori Tsurumi-ryokuchi.